# Scelolophia gustaria
Scelolophia gustaria är en fjärilsart som beskrevs av Louis Beethoven Prout 1904. Scelolophia gustaria ingår i släktet Scelolophia och familjen mätare. Inga underarter finns listade.